# Joseph Edra Ukpo
Joseph Edra Ukpo (ur. 6 czerwca 1937 w Okpoma, zm. 1 marca 2023) – nigeryjski duchowny rzymskokatolicki, w latach 2003-2013 arcybiskup Kalabaru.

## Życiorys
Święcenia kapłańskie przyjął 25 kwietnia 1965. 24 kwietnia 1971 został prekonizowany biskupem pomocniczym Ogoja ze stolicą tytularną Chullu. Sakrę biskupią otrzymał 19 września 1971. 1 marca 1973 objął urząd biskupa diecezjalnego. 17 grudnia 2003 został mianowany arcybiskupem Kalabaru. 2 lutego 2013 przeszedł na emeryturę.